# 特林达迪 (巴西)
特林达迪（葡萄牙語：Trindade）是巴西戈亚斯州的一个市镇。总面积713.28平方公里，总人口105599人，人口密度148人/平方公里。